# اندیس عناصر فلزی جانجانی شمالی
عناصر فلزی جانجانی شمالی یک اندیس فلزی است که در حوالی شهر خونیک استان سیستان و بلوچستان قرار دارد و مادهٔ معدنی موجود در آن، عناصر فلزی است.سنگ میزبان این اندیس هورنفلس-هورنبلندپلاژیوکلازپورفیری است  در این اندیس، پاراژنز‌های سرب-روی-نقره-طلا یافت می‌شوند.